# Ricardo Quaresma
Ricardo Andrade Quaresma Bernardo (Lisszabon, 1983. szeptember 26. –) cigány származású portugál labdarúgó, legutóbb a Vitória SC játékosa és a portugál válogatott középpályása volt.

## Pályafutása

### Sporting
Quaresma a Sporting CP-nél kezdte pályafutását, ahol Bölöni László edzősködése idején került fel az első csapatba. Első szezonjában 28 mérkőzésen szerepelt, ezeken 3 gólt szerzett. Az idény végén a Sporting bajnok és kupagyőztes lett.
A 2002-03-as szezon nem sikerült jól sem a Sporting, sem pedig az ő részéről, így megindultak a találgatások esetleges eligazolásáról. Quaresma beceneve "a cigány".

### Barcelona
2003-tól egy szezon erejéig az FC Barcelona játékosa lett, 6 millió euróért és Fábio Rochembackért cserébe. Itt nem játszott túl sokszor, mindössze tízszer volt kezdő. Végül összesen 26 találkozón kapott szerepet, ám ezeken csak egy gólt szerzett.

### Porto
2004 nyarán hazatért, és az FC Porto játékosa lett. Tulajdonképpen helyet cserélt Decóval, a klub az ő eladásából tudta fedezni hatmillió eurós vételárát.
Porto-s karrierje jól indult, ugyanis rögtön első meccsén, a 2004-es európai szuperkupa-döntőn betalált. Ezt követően a portugál szuperkupa-döntőn, a Benfica ellen ismét eredményes volt. A bajnokságban végül 5 góllal zárt.
Quaresmát sokat kritizálták egyénieskedése, a sok öncélú csele miatt. Ám idővel lehiggadt, és egyre inkább a csapatjátékot helyezte előtérbe. Játéka fejlődése ismét felkeltette a nagyobb klubok érdeklődését.

### Internazionale

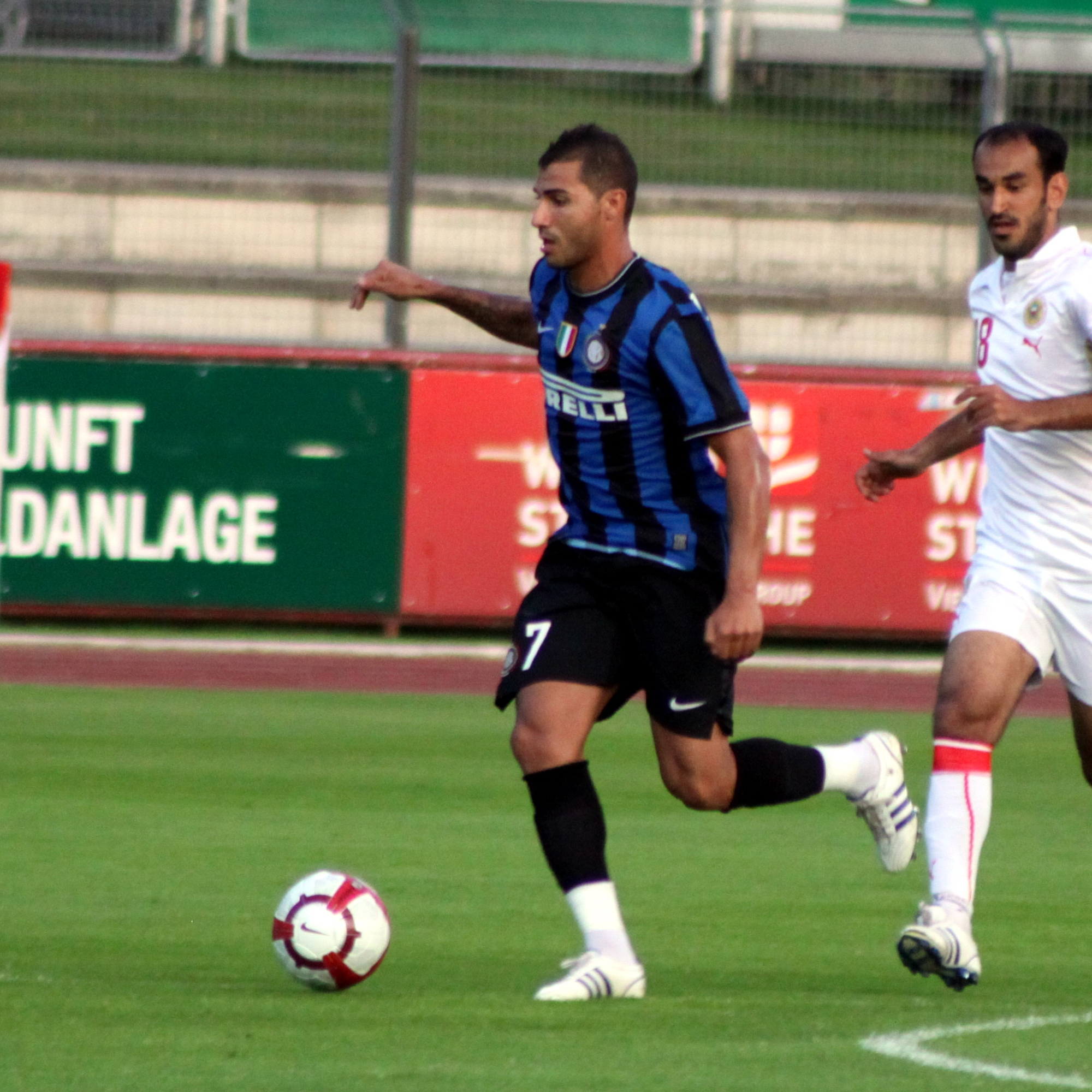
Quaresma az Inter színeiben

2008. augusztus 31-én, tehát az átigazolási piac utolsó napján az Internazionale játékosa lett.  Átigazolásának díja 18,6 millió euró és Pelé játékjoga volt. Első meccsét a felkészülési időszakban, az FC Locarno ellen játszotta. A 2–2-vel végződő mérkőzésen ő lett a találkozó legjobbja.
Első bajnokiján döntő jelentőséggel bírt játéka, ugyanis egy lövését követően talált Giuseppe Mascara saját kapujába. Az Inter végül 2–1-re nyerni tudott.
Kezdeti jó teljesítménye ellenére a bajnokságban ritkán került be José Mourinho kezdő tizenegyébe, csereként is csak elvétve jutott szóhoz, így 2009. januárjában fél évre kölcsönadták a Chelsea FC-nek.

### Chelsea
A téli átigazolási időszakban féléves kölcsönszerződést írt alá a londoni klubbal. Első meccsét a Premier League-ben a Hull ellen játszotta. Mivel itt sem tudott állandó helyet kiharcolni a csapatban, a szezon végeztével visszatért Milánóba.

### Ismét az Internél
2009 nyarán Quaresma visszatért, és Luis Figo visszavonulásával megörökölte a hetes számú mezt. Annak ellenére, hogy az Inter elszántan próbálta újra kölcsönadni valakinek, Quaresma figyelmét egyik csapat érdeklődése sem keltette fel. Így még egy szezont maradt az Internél, de Mourinho megint csak kiegészítő játékosként számított rá, ezért 2010 nyarán eligazolt.

### Beşiktaş JK
2010. június 13-án hosszú tárgyalások után sikerült megegyeznie az Internek és a Besiktas-nak. Quaresma 7,3 millió euróért váltott klubot, és csatlakozott a török csapat keretéhez.2012. december 22-én közös megegyezéssel felbontották a szerződését , mivel az őszi szezonban nem lépett pályára az edzőjével való rossz viszonya miatt.

### FC Porto
A 2014-es téli átigazolási időszakban újra visszatért Portugáliába. Ismét az FC Porto csapatát erősíti, ahol egykor legnagyobb sikereit érte el. Mindössze egy idényt töltött a Sárkányoknál, és trófeát sem tudott nyerni, így 2015 nyarán ismét Törökországba, egykori csapatához, a Besiktashoz igazolt.

### Beşiktaş JK
Quaresma tehát visszatért Isztambulba, és hamar alapember lett régi-új csapatában. A szezon során 26 bajnokin 4 gólt rúgott, és bajnoki címet ünnepelhetett az idény végén.

### Válogatott

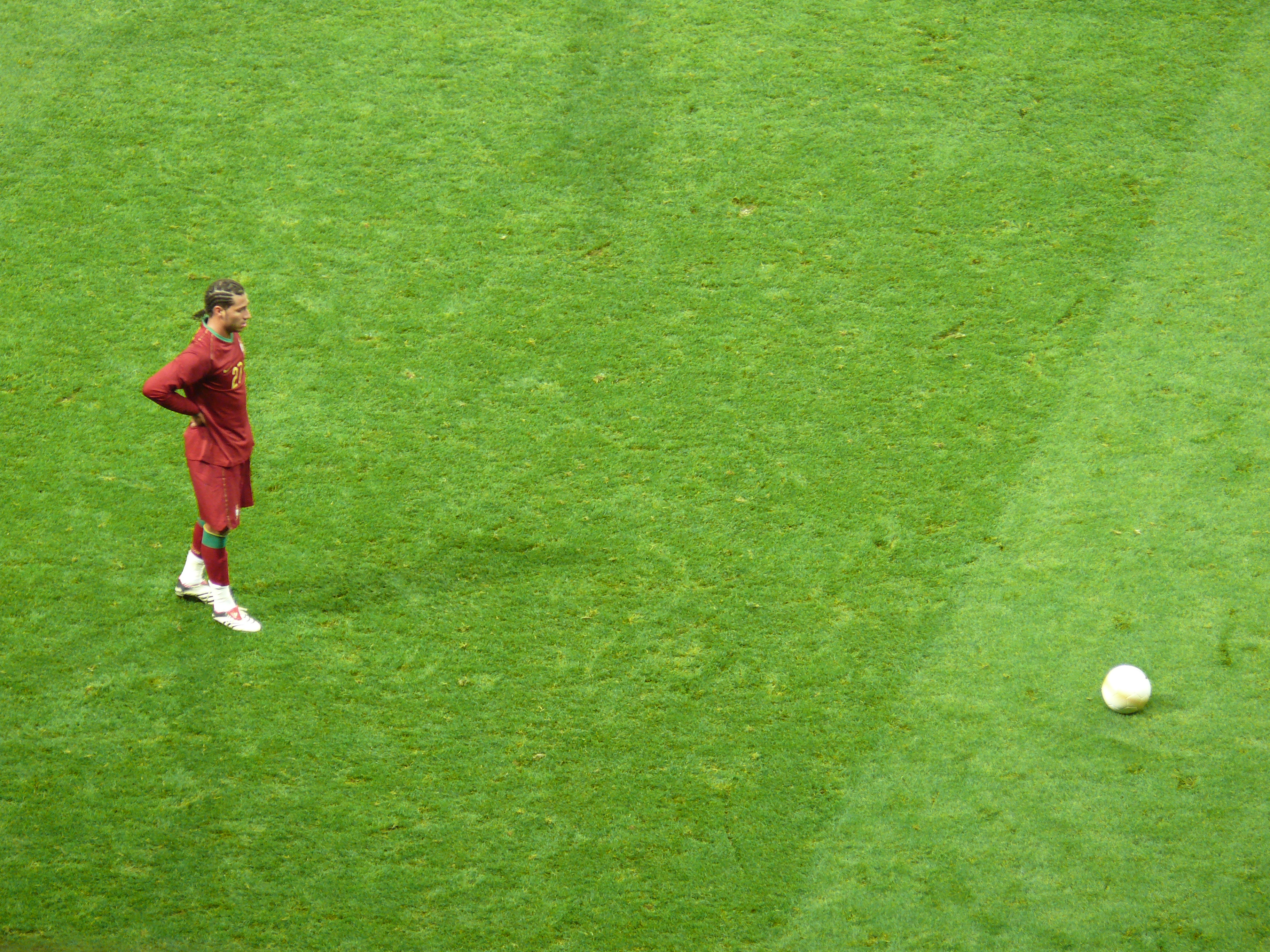
Quaresma egy szabadrúgása előtt, Brazília ellen.

Miután 2000-ben U17-es Európa-bajnok lett, a felnőttválogatottban 2003-ban mutatkozhatott be.
A 2004-es Eb-t és az olimpiát sérülés miatt ki kellett hagynia.
A 2006-os vb-n még kihagyta őt a keretből Luiz Felipe Scolari, ám az azt követő Eb-n már játszhatott.
Az elkövetkező években a mindenkori szövetségi kapitányok inkább Nanit favorizálták a posztján, így Quaresma kihagyta következő világ-és Európa-bajnokságot is.
A 2016-os Eb-re utazó keretnek már ő is tagja volt.

## Karrierje statisztikái

### Klub
| Teljesítmény klubjában | Teljesítmény klubjában | Teljesítmény klubjában | Bajnokság | Bajnokság | Kupa             | Kupa             | Ligakupa        | Ligakupa        | Nemzetközi | Nemzetközi | Összesen | Összesen |
| Szezon                 | Klub                   | Bajnokság              | Mérk.     | Gól       | Mérk.            | Gól              | Mérk.           | Gól             | Mérk.      | Gól        | Mérk.    | Gól      |
| Portugália             | Portugália             | Portugália             | Bajnokság | Bajnokság | Taça de Portugal | Taça de Portugal | Ligakupa        | Ligakupa        | Európa     | Európa     | Összesen | Összesen |
| ---------------------- | ---------------------- | ---------------------- | --------- | --------- | ---------------- | ---------------- | --------------- | --------------- | ---------- | ---------- | -------- | -------- |
| 2001–02                | Sporting CP            | Primiera Liga          | 28        | 3         | 0                | 0                | -               | -               | 1          | 0          | 29       | 3        |
| 2002–03                | Sporting CP            | Primiera Liga          | 31        | 5         | 0                | 0                | -               | -               | 2          | 0          | 33       | 5        |
| Spanyolország          | Spanyolország          | Spanyolország          | Bajnokság | Bajnokság | Copa del Rey     | Copa del Rey     | Copa de la Liga | Copa de la Liga | Európa     | Európa     | Összesen | Összesen |
| 2003–04                | Barcelona              | La Liga                | 22        | 1         | 0                | 0                | -               | -               | 4          | 0          | 26       | 1        |
| Portugália             | Portugália             | Portugália             | Bajnokság | Bajnokság | Taça de Portugal | Taça de Portugal | Ligakupa        | Ligakupa        | Európa     | Európa     | Összesen | Összesen |
| 2004–05                | Porto                  | Primiera Liga          | 32        | 5         | 0                | 0                | -               | -               | 8          | 0          | 40       | 5        |
| 2005–06                | Porto                  | Primiera Liga          | 29        | 5         | 1                | 0                | -               | -               | 6          | 0          | 36       | 5        |
| 2006–07                | Porto                  | Primiera Liga          | 26        | 6         | 0                | 0                | -               | -               | 8          | 2          | 34       | 8        |
| 2007–08                | Porto                  | Primiera Liga          | 25        | 8         | 3                | 1                | 0               | 0               | 8          | 2          | 36       | 12       |
| Olaszország            | Olaszország            | Olaszország            | Bajnokság | Bajnokság | Coppa Italia     | Coppa Italia     | Ligakupa        | Ligakupa        | Európa     | Európa     | Összesen | Összesen |
| 2008–09                | Internazionale         | Serie A                | 13        | 1         | 0                | 0                | 0               | 0               | 6          | 0          | 19       | 1        |
| Anglia                 | Anglia                 | Anglia                 | Bajnokság | Bajnokság | FA-kupa          | FA-kupa          | League Cup      | League Cup      | Európa     | Európa     | Összesen | Összesen |
| 2008–09                | Chelsea                | Premier League         | 4         | 0         | 1                | 0                | 0               | 0               | 0          | 0          | 5        | 0        |
| Olaszország            | Olaszország            | Olaszország            | Bajnokság | Bajnokság | Coppa Italia     | Coppa Italia     | Ligakupa        | Ligakupa        | Európa     | Európa     | Összesen | Összesen |
| 2009–10                | Internazionale         | Serie A                | 3         | 0         | 0                | 0                | 0               | 0               | 1          | 0          | 4        | 0        |
| Összesen               | Portugália             | Portugália             | 171       | 32        | 4                | 1                | 0               | 0               | 33         | 4          | 208      | 38       |
| Összesen               | Spanyolország          | Spanyolország          | 22        | 1         | 0                | 0                | -               | -               | 4          | 0          | 26       | 1        |
| Összesen               | Olaszország            | Olaszország            | 15        | 1         | 0                | 0                | 0               | 0               | 6          | 0          | 21       | 1        |
| Összesen               | Anglia                 | Anglia                 | 4         | 0         | 1                | 0                | 0               | 0               | 0          | 0          | 5        | 0        |
| Karrierje összesen     | Karrierje összesen     | Karrierje összesen     | 211       | 34        | 5                | 1                | 0               | 0               | 43         | 4          | 259      | 42       |

### Góljai a válogatottban
| #  | Dátum             | Helyszín              | Ellenfél    | Gól | Eredmény | Kiírás               |
| -- | ----------------- | --------------------- | ----------- | --- | -------- | -------------------- |
| 1. | 2007. március 24. | Lisszabon, Portugália | Belgium     | 4-0 | Győzelem | 2008-as Eb-selejtező |
| 2. | 2008. február 6.  | Zürich, Svájc         | Olaszország | 1-3 | Vereség  | Barátságos mérkőzés  |
| 3. | 2008. június 11.  | Genf, Svájc           | Csehország  | 3-1 | Győzelem | 2008-as Eb           |

## Sikerei, díjai

### Klubszinten
Sporting CP
- Portugál bajnok: 2001-02
- Portugál Kupa-győztes: 2002
- Portugál Szuperkupa-győztes: 2002

Porto
- Portugál bajnok: 2005-06, 2006–07, 2007-08
- Portugál Kupa-győztes: 2006
- Portugál Szuperkupa-győztes: 2004, 2006
- Interkontinentális kupa-győztes: 2004

Chelsea
- FA-kupa-győztes: 2009

Inter
- Olasz bajnok: 2009-10
- Olasz Kupa-győztes: 2010
- Bajnokok Ligája-győztes: 2010

Al-Ahli Dubai SC
- UAE President's Cup: 2013

Beşiktaş
- Török Kupa-győztes: 2010-11
- Török bajnok: 2015-16

### Válogatott
- U17-es Európa-bajnok: 2000
- Európa-bajnok: 2016

### Egyéni
Az év portugál labdarúgója: 2005, 2006
Portugál Aranylabda: 2007

## Külső hivatkozások
- Ricardo Quaresma pályafutásának statisztikái a Soccerbase oldalon (angolul)

- Ricardo Quaresma (angol nyelven). national-football-teams.com
- Ricardo Quaresma (angol nyelven). worldfootball.net
- Ricardo Quaresma (angol nyelven). fifa.com. [2017. június 12-i dátummal az eredetiből archiválva]. (Hozzáférés: 2017. június 18.)
- Ricardo Quaresma (angol nyelven). uefa.com
- Ricardo Quaresma (angol, török nyelven). bjk.com.tr
- Ricardo Quaresma (német nyelven). fussballdaten.de